# 한경비즈니스
한경비즈니스는 1999년 한국경제신문에서 분사한 한경비즈니스(현 한국경제매거진)에서 매주 월요일에 발행하는 경제전문 주간지이다.